# It's Only Rock 'N' Roll
It's Only Rock 'N' Roll är det första albumet av hårdrocksbandet Hardcore Superstar, utgivet av skivbolaget Gain Records den 4 oktober 1998. Inspelningen startade den 20 februari 1998 och pågick i cirka fyra veckor. Låtarna Hello/Goodbye och Someone Special släpptes som cd-singlar. 
När bandet bytte skivbolag spelade de in flera av låtarna i ny version för det internationella debutalbumet Bad Sneakers and a Piña Colada (2000), vilket inneburit att It's Only Rock 'N'  Roll i många fall inte blivit medräknat i bandets albumkatalog trots att det är deras egentliga debut.
Enligt basisten Martin Sandvik var deras huvudsakliga influenser hårdrocksscenen i Los Angeles under 1980-talet, som L.A. Guns och Faster Pussycat, men även Oasis.
Den första cd-upplagan trycktes i 1000 exemplar och sålde slut mycket fort, vilket även den andra upplagan gjorde. 
Albumtiteln är tagen från The Rolling Stones album med samma namn från 1974.

## Låtlista
1. Hello/Goodbye
2. Baby Come Along
3. Send Myself To Hell
4. Bubblecum Ride
5. Rock 'N' Roll
6. Someone Special
7. Dig a Hole
8. Punk Rock Song
9. Right Here, Right Now
10. So Deep Inside
11. (Fly Away som gömt spår)